# Radió
En física teòrica, el radió (també conegut com a graviescalar) és una partícula hipotètica que emergeix com una excitació del tensor mètric (i.e. el camp gravitacional) però amb propietats físiques virtualment indistingibles de les d'un escalar en quatre dimensions, tal com proposat en la teoria Kaluza–Klein i en models amb dimensions addicionals de l'espai Aquest nou camp escalar {\displaystyle \phi } prové de la component {\displaystyle g_{55}} del tensor mètric, on el valor 5 etiqueta una cinquena dimensió addiccional. El radió pot ser considerat com una mesura de la mida de la dimensió extra, amb variacions del camp escalar representant variacions en la mida de les dimensions extres.
En models amb múltiples dimensions extres, existeixen diversos radions.